# Matthias Sachau
Matthias Sachau (* 1969 in München) ist ein deutscher Schriftsteller.

## Leben
Seit 1990 lebt Matthias Sachau als freier Autor und Texter in Berlin. Mit Schief gewickelt: ein Paparoman debütierte er 2007 als Schriftsteller. Sowohl dieser als auch die fünf folgenden Romane wurden vom Ullstein Verlag verlegt und befanden sich jeweils auf der Spiegel-Bestsellerliste.

## Trivia
Matthias Sachau ist Mitglied im aktuellen Kader der deutschen Autorennationalmannschaft Autonama.

## Werke
- Schief gewickelt: ein Paparoman. Ullstein, Berlin 2007, ISBN 978-3-550-08696-0.
- Kaltduscher: ein Männer-WG-Roman. Ullstein, Berlin 2009, ISBN 978-3-548-28017-2.
- Wir tun es für Geld. Ullstein, Berlin 2010, ISBN 978-3-548-28144-5.
- Linksaufsteher: ein Montagsroman. Ullstein, Berlin 2011, ISBN 978-3-548-28319-7.
- Andere tun es doch auch. Ullstein, Berlin 2012, ISBN 978-3-548-28439-2.
- Hauptsache, es knallt. Ullstein, Berlin 2013, ISBN 978-3-548-28440-8.
- Das Geheimnis von Tylandor. dtv junior, München 2015, ISBN 978-3-423-76127-7.
- Mit Flipflops ins Glück. Insel Verlag, Berlin 2016, ISBN 978-3-458-36158-9.
- Alicia verschwindet. Insel Verlag, Berlin 2018, ISBN 978-3-458-36342-2.

## Verfilmungen
- Wir tun es für Geld (2014)